# Svedala (comuna)
Svedala (em sueco: Svedalas kommun) é uma comuna da Suécia localizada no condado de Escânia. Sua capital é a cidade de Svedala. Tem 218 quilômetros quadrados e pelo censo de 2018, havia 21 576 habitantes.